# Octostruma
Octostruma – rodzaj mrówek z podrodziny Myrmicinae. Obejmuje 10 opisanych gatunków.

## Gatunki
- Octostruma balzani  Emery, 1894
- Octostruma batesi  Emery, 1894
- Octostruma betschi Perrault, 1988
- Octostruma iheringi  Emery, 1888
- Octostruma inca Brown & Kempf, 1960
- Octostruma petiolata  Mayr, 1887
- Octostruma rugifera  Mayr, 1887
- Octostruma rugiferoides Brown & Kempf, 1960
- Octostruma stenognatha Brown & Kempf, 1960
- Octostruma Wheeleri Mann, 1922